# Aushänger
Unter Aushänger(n) versteht man in der Verlagsherstellung vom Buchbinder gefalzte, aber noch nicht (zusammen)gebundene Druckbogen für die Qualitätssicherung vor dem endgültigen Aufbinden eines Buchblocks. 
In der Herstellung werden Druckqualität und richtige Reihenfolge von Seiten und Falzbogen geprüft, um anschließend dem Buchbinder die Freigabe zur Fertigung des Buches zu erteilen (Bindefreigabe). Bei einer Reklamation anhand der Aushänger muss dann nicht das ganze Buch nachgedruckt werden, sondern nur der fehlerhafte Druckbogen. Es handelt sich damit um eine Maßnahme der Schadensbegrenzung.